# Rådhusparken
Rådhusparken er en park, der ligger syd og vest for Aarhus Rådhus i det centrale Aarhus. Parken blev anlagt samtidig med rådhuset, der blev bygget i 1942. Arne Jacobsen og Erik Møller havde gjort plads til parken, da de tegnede rådhuset. Parken ligger mellem Frederiks Allé mod vest, Rådhuspladsen mod nord, Park Allé mod øst og Banegårdsgade mod syd. Musikhuset Aarhus og Kunstmuseet Aros ligger på den vestlige side af Frederiks Allé og sydøst for parken ligger Aarhus Banegård. 
Parken ligger på et område, der fra 1818 til 1926 husede Aarhus Søndre Kirkegård. Nogle af gravstenene fra dengang er samlet i den sydlige del af parken. Ellers består parken mest af en græsplæne med nogle træer, der for nogles vedkommende også stod der, da der var en kirkegård på området. Henne mod rådhuset er der plantet nogle stauder. Der er desuden rododendron, sydbøg og forårsløg. Parken blev fredet samtidig med rådhuset i 1995.